# Liste der denkmalgeschützten Objekte in Greinbach
Die Liste der denkmalgeschützten Objekte in Greinbach enthält die denkmalgeschützten, unbeweglichen Objekte der Gemeinde Greinbach.

## Denkmäler
| Foto |                 | Denkmal | Standort                                   | Beschreibung | Metadaten |
| ---- | --------------- | --- | ------------------------------------------ | --- | --- |
| ja   | Datei hochladen | Bildstock HERIS-ID: 68691 Objekt-ID: 81725                                                                                      | Penzendorf Standort KG: Penzendorf         | Der die Funktion eines Dorfkreuzes erfüllende Nischenpfeiler wird auch Missionskreuz genannt. Auf dem fast 6 Meter hohen Pfeiler thront ein steinernes Ankerkreuz mit der Datierung 16 IHS 88 (oder 16 IHS 80). In den drei großen halbrunden Nischen mit Muschelabschluss befinden sich eine Statue der Madonna mit Kind, eine Statue des Viehpatrons hl. Leonhard und eine Statue des hl. Florians. Auf der vierten Seite die Inschrift: Im Jahre 1688 haben bei diesem Kreuze die ehrw. PP. Jesuiten gepredigt. Erneuert durch die Gemeinde 1962. | BDA-Hist.: Q38120382 Status: § 2a Stand der BDA-Liste: 2025-06-30 Name: Bildstock GstNr.: 1591/2                                                                          |
| BW   | Datei hochladen | Hügelgräber im Penzendorfer Ghart HERIS-ID: 60210 Objekt-ID: 72314                                                              | Penzendorfer Ghart Standort KG: Penzendorf | Das Gräberfeld besteht aus etwa 50 Grabhügeln. Anmerkung: Die Hügelgräber im Penzendorfer Ghart liegen entlang der Gemeindegrenze von Greinbach und Grafendorf bei Hartberg. Dementsprechend scheinen sie in beiden Gemeinden als denkmalgeschützte Objekte auf. | BDA-Hist.: Q38090927 Status: Bescheid Stand der BDA-Liste: 2025-06-30 Name: Hügelgräber im Penzendorfer Ghart GstNr.: 1817/1, 1816, 1811, 1812, 1818, 1817/2              |
| BW   | Datei hochladen | Gräberfeld der Römischen Kaiserzeit, 5 Hügelgräber, Penzendorfer-Ghart (Süd-Gruppe) HERIS-ID: 110787 Objekt-ID: 128509seit 2016 | Standort KG: Penzendorf                    | Südlicher Ausläufer des Hügelgräberfeldes Penzendorfer Ghart | BDA-Hist.: Q37820752 Status: Bescheid Stand der BDA-Liste: 2025-06-30 Name: Gräberfeld der Röm. Kaiserzeit, 5 Hügelgräber, Penzendorfer-Ghart (Süd-Gruppe) GstNr.: 1845/3 |
| ja   | Datei hochladen | Flur-/Wegkapelle HERIS-ID: 68684 Objekt-ID: 81717                                                                               | Standort KG: Staudach                      | Die Siebenbirkenkapelle wurde 1892 errichtet. Der schöne Kapellenbau mit säulenartigen Lisenen und kräftigem Gesimse hat einen rechteckigen Grundriss mit leicht gerundeter Apsis, auf dem Ziegelsatteldach ein doppelarmiges Kreuz. Innen Holzkruzifix vor einem Wandfresko von Jerusalem. | BDA-Hist.: Q38120373 Status: § 2a Stand der BDA-Liste: 2025-06-30 Name: Flur-/Wegkapelle GstNr.: 2188/2                                                                   |